# 表面張力波

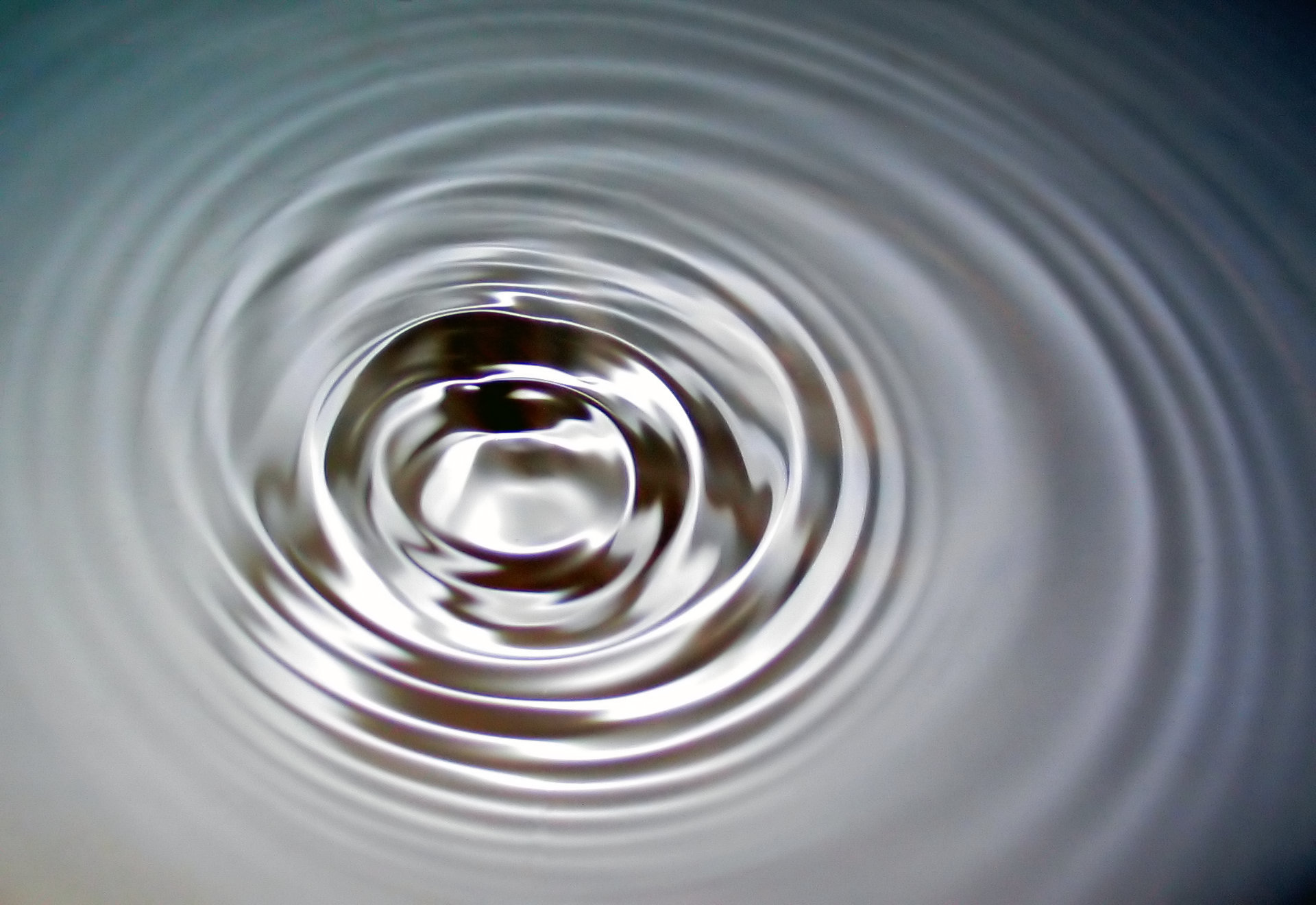
水面の表面張力波（さざ波）。

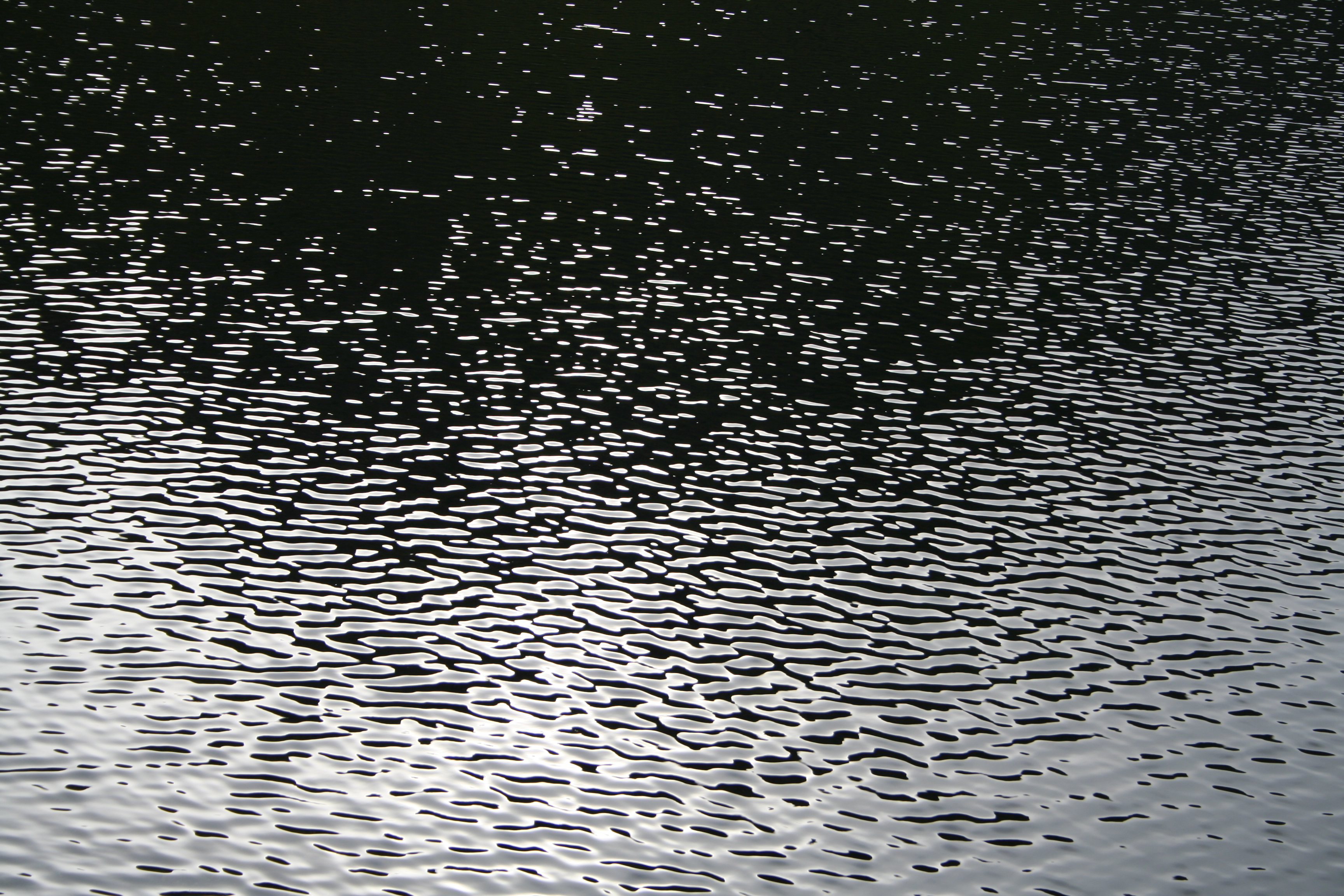
ノルウェー、オクスネスのリフィヨルド湾で見られたさざ波。

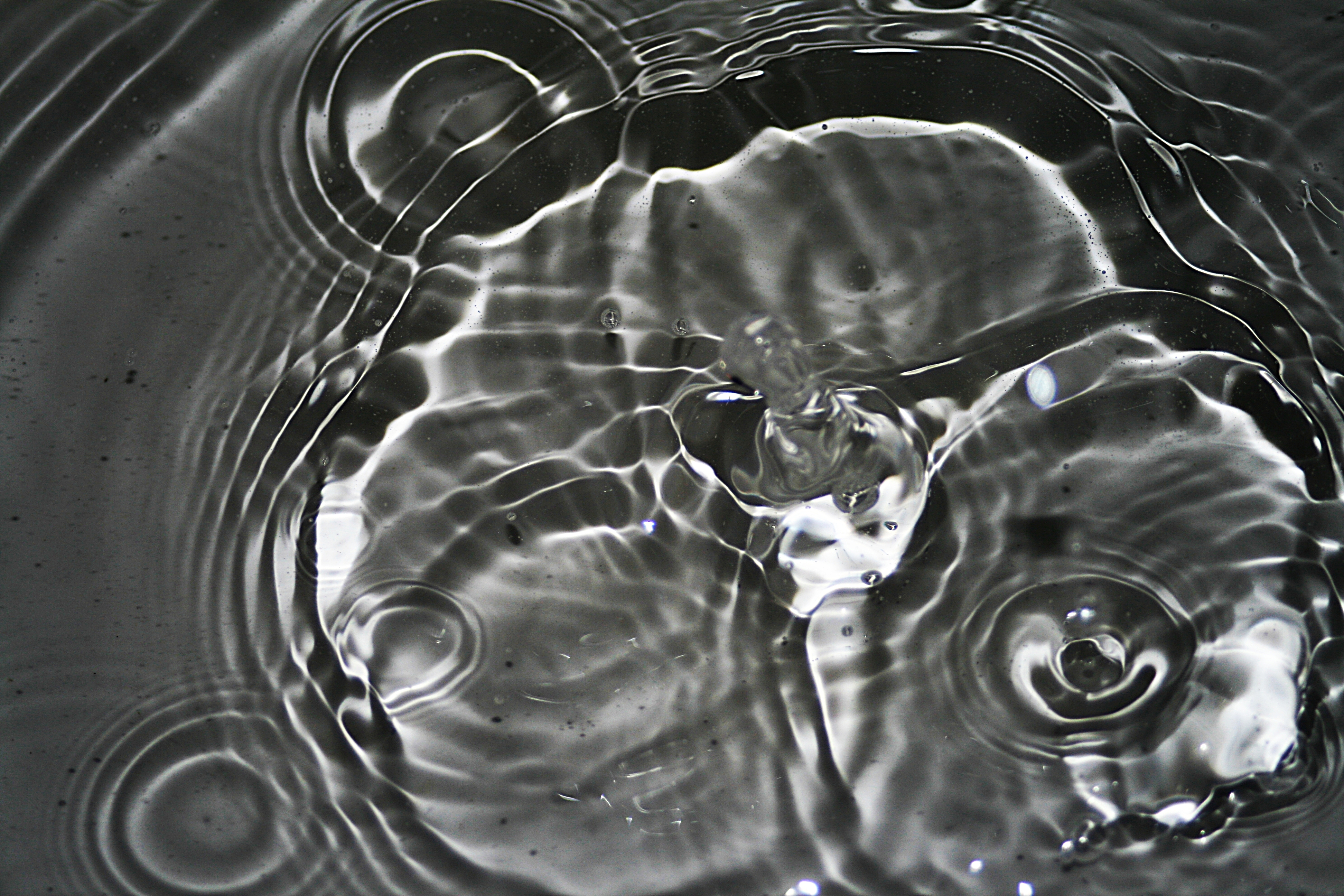
水と空気の界面に液滴が落ちた衝撃で生まれた表面張力波。

表面張力波（英: capillary wave）とは、流体の相境界上を伝播する波で、ダイナミクスと位相速度が表面張力の効果に支配されるもの。自然界に広く見られ、一般的にさざ波（英: ripple）と呼ばれる。水面の表面張力波の典型的な波長は数センチメートル以下で、位相速度は0.2〜0.3 m/sを超える。
流体界面の波の波長がそれよりも長くなると、表面張力のほか重力と慣性の効果を受ける表面張力重力波となる。一般的に見られる重力波はさらに波長が長くなったものである。
開けた水域で弱い風によって作られるさざ波は英語の海事用語で cat's paw wave と呼ばれ、その微風も cat's paw（猫足風）と呼ばれる。広い海原では、風によって引き起こされた小さいさざ波が成長してはるかに大きな海面波（風浪とうねり）が生じることがある。

## 分散関係
分散関係とは波の波長と周波数の関係をいう。表面張力の効果に完全に支配される純粋な表面張力波は、重力にも影響される表面張力重力波とは分散関係によって区別できる。

### 厳密な表面張力波
表面張力波の分散関係は以下となる。
{\displaystyle \omega ^{2}={\frac {\sigma }{\rho +\rho '}}\,|k|^{3}}
{\displaystyle \omega } は角周波数、{\displaystyle \sigma } は表面張力、{\displaystyle \rho } は界面で接する流体のうち重い側の密度、{\displaystyle \rho '} は軽い側の流体の密度、{\displaystyle k} は波数を表す。波長は {\displaystyle \lambda ={\frac {2\pi }{k}}} となる。流体と真空の界面（自由表面）の場合、分散関係は以下のように簡略化される。
{\displaystyle \omega ^{2}={\frac {\sigma }{\rho }}\,|k|^{3}}

### 表面張力重力波

深水表面で起きる表面張力重力波の分散関係。水面より上の領域は密度ゼロ としている。位相速度および群速度を で割り、相対波長の逆数 の関数としてプロットしたもの。
青線 (A): 位相速度、赤線 (B): 群速度
実線: 表面張力重力波、破線: 重力波、一点鎖線: 表面張力波

一般には波は重力の影響も受けており、表面張力重力波と呼ばれる。無限の深さを持つ二流体の界面で起きる表面張力重力波の分散関係は次のようになる。
{\displaystyle \omega ^{2}=|k|\left({\frac {\rho -\rho '}{\rho +\rho '}}g+{\frac {\sigma }{\rho +\rho '}}k^{2}\right)}
ここで {\displaystyle g} は重力加速度、 {\displaystyle \rho } と {\displaystyle \rho '} は二流体の密度である {\displaystyle (\rho >\rho ')}。第1項の係数 {\displaystyle (\rho -\rho ')/(\rho +\rho ')} はアトウッド数である。

#### 重力波領域
波長が長い、すなわち波数 {\displaystyle k=2\pi /\lambda } が小さい場合には、表面張力重力波の分散関係における第1項が支配的となり重力波に帰着する。この極限で波の群速度は位相速度の半分となる。このとき波束（群速度で伝播する）に含まれる波の山の一つ（位相速度で伝播する）に注目すると、その山は波束の背後から近づきつつ成長し、波束の腹を通り過ぎると減衰しながら前方に消えていく。

#### 表面張力波領域

表面張力波の分散。

波長 {\displaystyle \lambda } が短い、すなわち波数 {\displaystyle k} が大きい波は表面張力波であり、前節と逆の振る舞いを示す。波の山は波束の前方で現れ、高さを増しながら波束の中心に近づき、波束の背後に消えていく。

#### 最小位相速度
これら2つの極限の間には重力による分散が表面張力による分散を相殺する点がある。その特定の波長では群速度が位相速度と等しくなり、分散は生じない。それと正確に同じ波長において表面張力重力波の位相速度は最小値を取る。この臨界波長 {\displaystyle \lambda _{m}} よりはるかに短い波長の波では表面張力が、はるかに長い波長の波では重力が支配的となる。{\displaystyle \lambda _{m}} とそこから導かれる最小位相速度 {\displaystyle c_{m}} は以下で与えられる。
{\displaystyle {\begin{aligned}\lambda _{m}&=2\pi {\sqrt {\frac {\sigma }{(\rho -\rho ')g}}}\\c_{m}&={\sqrt {\frac {2{\sqrt {(\rho -\rho ')g\sigma }}}{\rho +\rho '}}}\end{aligned}}}
空気と水の界面では {\displaystyle \lambda _{m}=1.7} cm、{\displaystyle c_{m}=0.23} m/sとなる。
液体に小石か滴を落とすと様々な波長の波が同心円状に広がっていくが、それらが伝播するのはゆっくり広がる円の外側のみで、円の内側では流体は静止する。この円は最小群速度に対応する焦線である。

#### 導出
リチャード・ファインマンの言によると「誰もが容易に目にすることができ、初等コースで波の例としてよく持ち出される[水波]は … 考えられる限り最悪の例であり、… 波が持ちうるあらゆる困難さを備えている」。実際、一般的な分散関係の導出は非常に複雑である。
系のエネルギーには重力、表面張力、流体運動の三つが寄与する。最初の二つはポテンシャルエネルギーであり、前掲の分散関係における括弧内の二項は（ {\displaystyle g} と {\displaystyle \sigma } を含むことから分かるように）これらに起因する。重力の効果をモデル化する際には、流体の密度が一定（すなわち非圧縮性）であり、{\displaystyle g} も一定（波は重力が大きく変化するほどの高さに至らない）と仮定されている。表面張力に関しては、水平面を基準とした水面の鉛直変位（表面の導関数で表される）が小さいとされている。通常の波ではどちらも十分に良い近似となる。
三つ目の寄与は流体の運動エネルギーから来ている。三つのうちでは最も複雑であり、流体動力学的な枠組みが必要となる。ここでも非圧縮性（波の速度が流体中の音速よりはるかに小さいときにあてはまる）と、さらに渦なし流れが仮定される。それにより流れはポテンシャル流れとなる。これらも一般的な状況を概して良く近似する。そうして得られるポテンシャル方程式（ラプラス方程式となる）は適切な境界条件のもとで解くことができる。まず、水面から十分に遠方で流速は消失しなければならない（ここで想定している「深水」の状況がそれにあたる。そうでなければ結果は複雑になる。en:wind wave（風浪）を参照）。さらに流速の垂直成分は表面の運動と一致している必要がある。
最終的に、分散関係に対する運動エネルギーの寄与は括弧外の {\displaystyle |k|} に現れる。この係数により、{\displaystyle k} が低いときから高いときまですべての領域で分散性が生じる（例外は二つの分散性が相殺される {\displaystyle |k|} の値とその近辺である）。

## ギャラリー

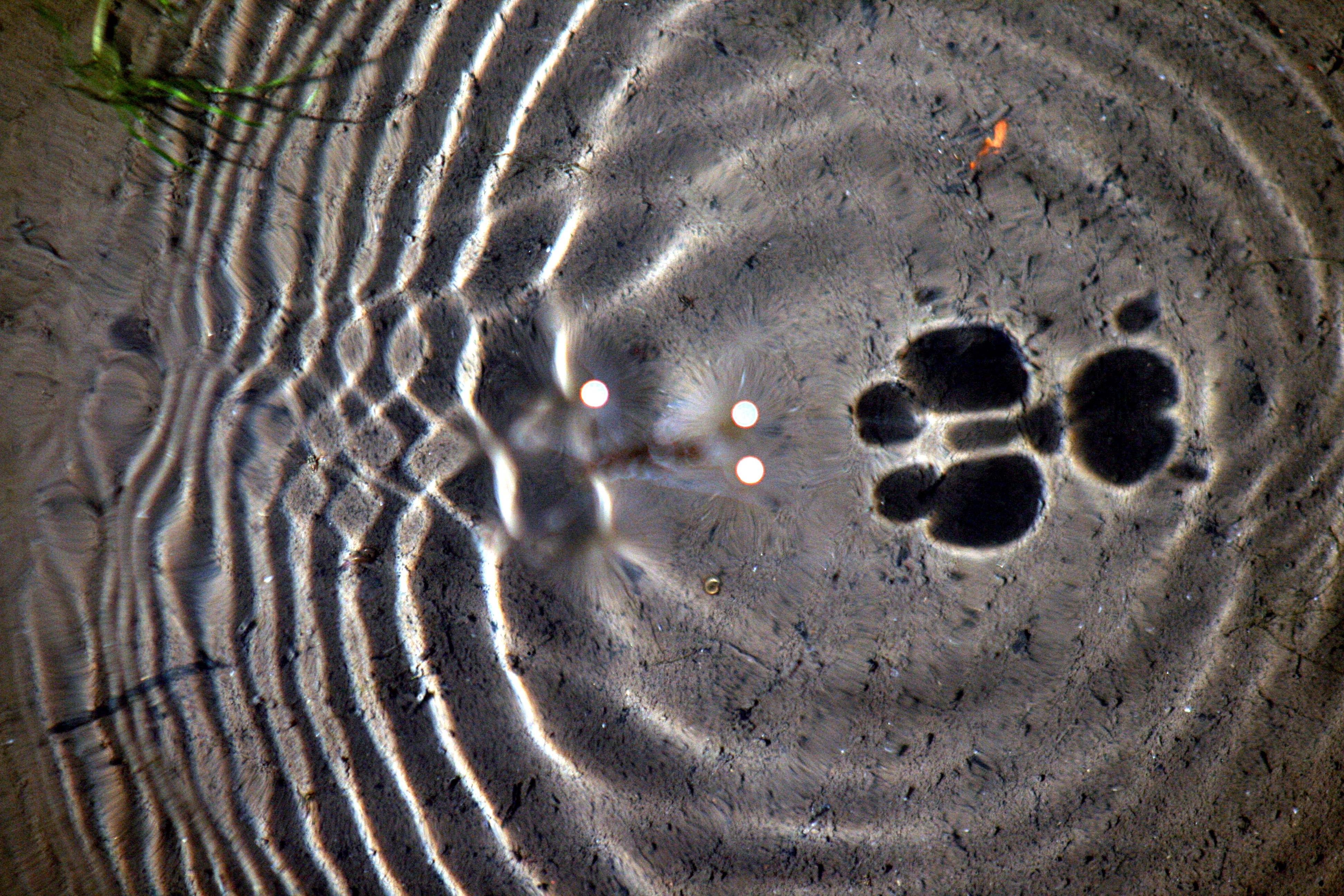
アメンボによって作られたさざ波。
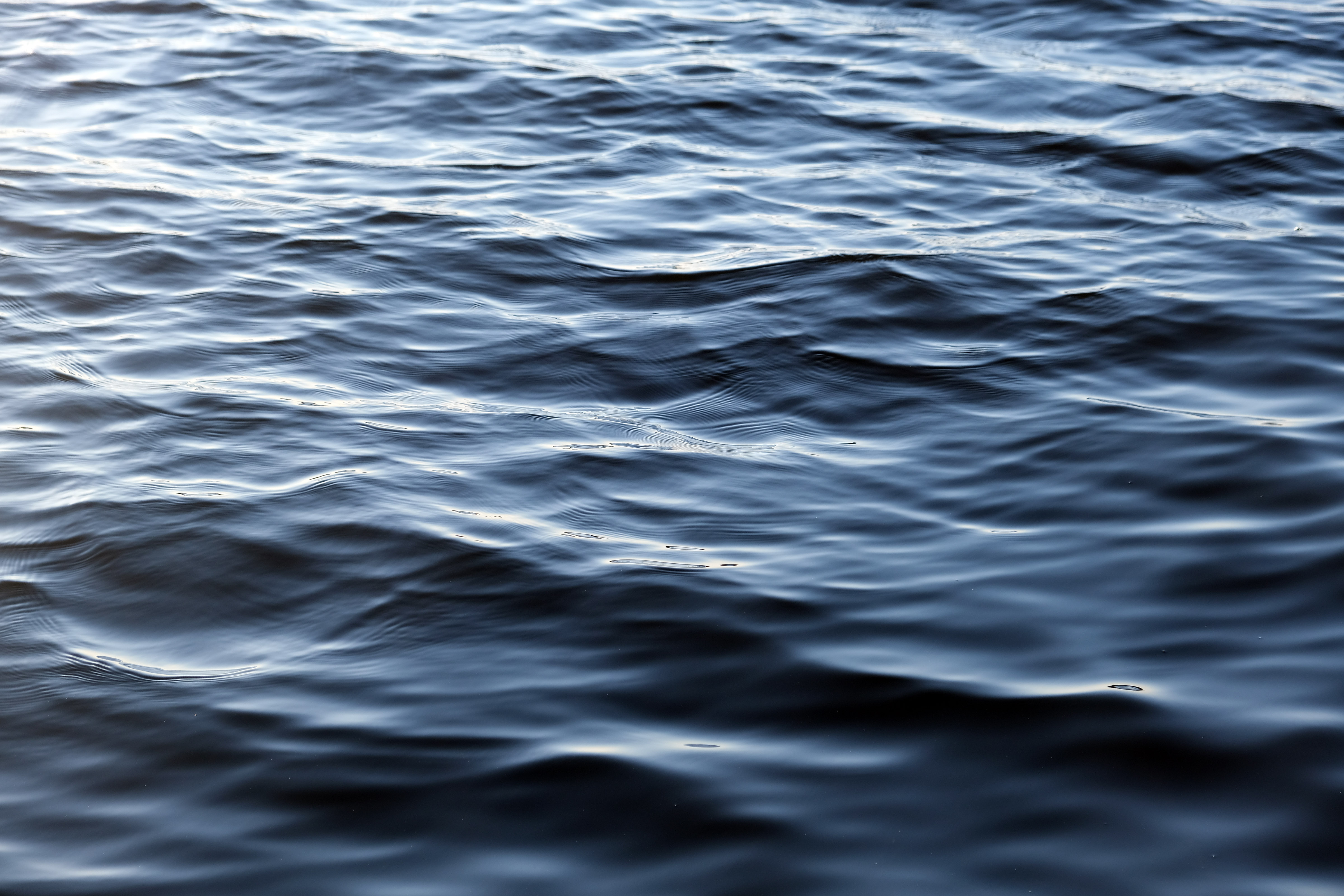
そよ風によって湖水表面に作られたさざ波。